# Manda Scott
Manda Scott (Glasgow, 1962) é uma escritora escocesa, é uma ex-veterinária que agora é romancista, blogueira, colunista e locutora ocasional. Seu trabalho foi traduzido para mais de vinte idiomas.

## Biografia
Ela estudou cirurgia veterinária na Universidade de Glasgow e mudou-se para Newmarket em 1986, trabalhando especificamente com cavalos. Em Newmarket ela começou a escrever, primeiro para a televisão e depois romances.
Depois lecionou na Universidade de Cambridge e Universidade de Dublin. Ela foi cirurgiã veterinária e anestesista veterinária.
Ela escreveu colunas regulares para The Herald (anteriormente The Glasgow Herald), resenhas e colunas para The Independent, colunas intermitentes para The Guardian, The Daily Telegraph, The Times e Huffington Post e apareceu ocasionalmente na BBC Radio 4.

## Carreira literária
Ela começou sua carreira escrevendo romances policiais. Seu primeiro romance, Hen's Teeth foi indicado para o Orange Prize de 1997. Seu quarto, No Good Deed, foi indicado para o Edgar Award de 2003.
Paralelo ao seus thrillers contemporâneos originais, ela escreveu dois conjuntos de quatro romances históricos. "A Série Boudica" foram os primeiros. Enraizados no mundo pré-romano da antiga Grã-Bretanha e a ocupação romana que, aos olhos de Scott, destruiu uma outrora grande civilização.
A série Rome de Scott (escrita sob o pseudônimo de MC Scott, devido a uma atitude da escritora de ter um nome não-feminino, contra o preconceito), e começando com The Emperor's Spy, são romances históricos de espionagem, ambientados no mesmo universo ficcional com alguns dos personagens sobreviventes da Série Boudica.

### Xamanismo
Com uma prática de xamanismo (ou prática druídica) rotineira, e hoje sendo uma professora da área, ela explica como isso revelou as ideias para sua série Boudica:
Quando fiz a primeira busca de visão que levou à escrita dos livros, os deuses disseram: "Isso mudará o mundo" e eu acreditei neles. A escrita levou os seis anos mais intensos da minha vida e houve momentos em que eu estava totalmente perdida da realidade atual. Mas à medida que cresciam (os livros), parecia que nós – eu e os personagens – estávamos criando um mundo que tinha ecos próprios. Ou que o nosso (mundo) tinham ecos desse. Que se os romanos não tivessem vencido aquela última batalha, se não tivéssemos descido ao inferno da religião organizada, do casamento como propriedade, das estradas retas, impostos e desconexão da terra... poderíamos realmente parar de destruir a nós mesmos e nosso mundo. E eu pensei que se os livros vivessem isso, se eles atraíssem pelo menos uma parte dos leitores, então poderíamos acordar do pesadelo pós-romano.

## Obras

### Série Kellen Stewart
- Hen's Teeth (1997)
- Night Mares (1998)
- Stronger Than Death (1999)

### Série Boudica
- Dreaming the Eagle (2003) Águia (Bertrand Brasil, 2011)
- Dreaming the Bull (2004) Touro (Bertrand Brasil, 2011)
- Dreaming the Hound (2005) Cão (Bertrand Brasil, 2011)
- Dreaming the Serpent Spear (2006)

### SérieRome
- The Emperor's Spy (2010)
- The Coming Of The King (2011)
- The Eagle Of The Twelfth (2012)
- The Art of War (2013)

### Livros isolados
- No Good Deed (2001)
- The Crystal Skull (2007)
- Into The Fire  (2015)
- A Treachery of Spies (2018)

### Não-ficção
- Everything You Need to Know about the Apocalypse (2012)

### Aparição  emantologias
- 99%: In Fresh Blood 3: edited by Mike Ripley & Maxim Jakubowski (1999)
- New English Library Book of Internet Stories (2000)
- Scottish Girls About Town: And Sixteen Other Scottish Women Authors (2003)
- Little Black Dress: An Anthology of Short Stories edited by Susie Maguire